# Ceny Sdružení filmových a televizních herců za nejlepší mužský herecký výkon v seriálu (drama)

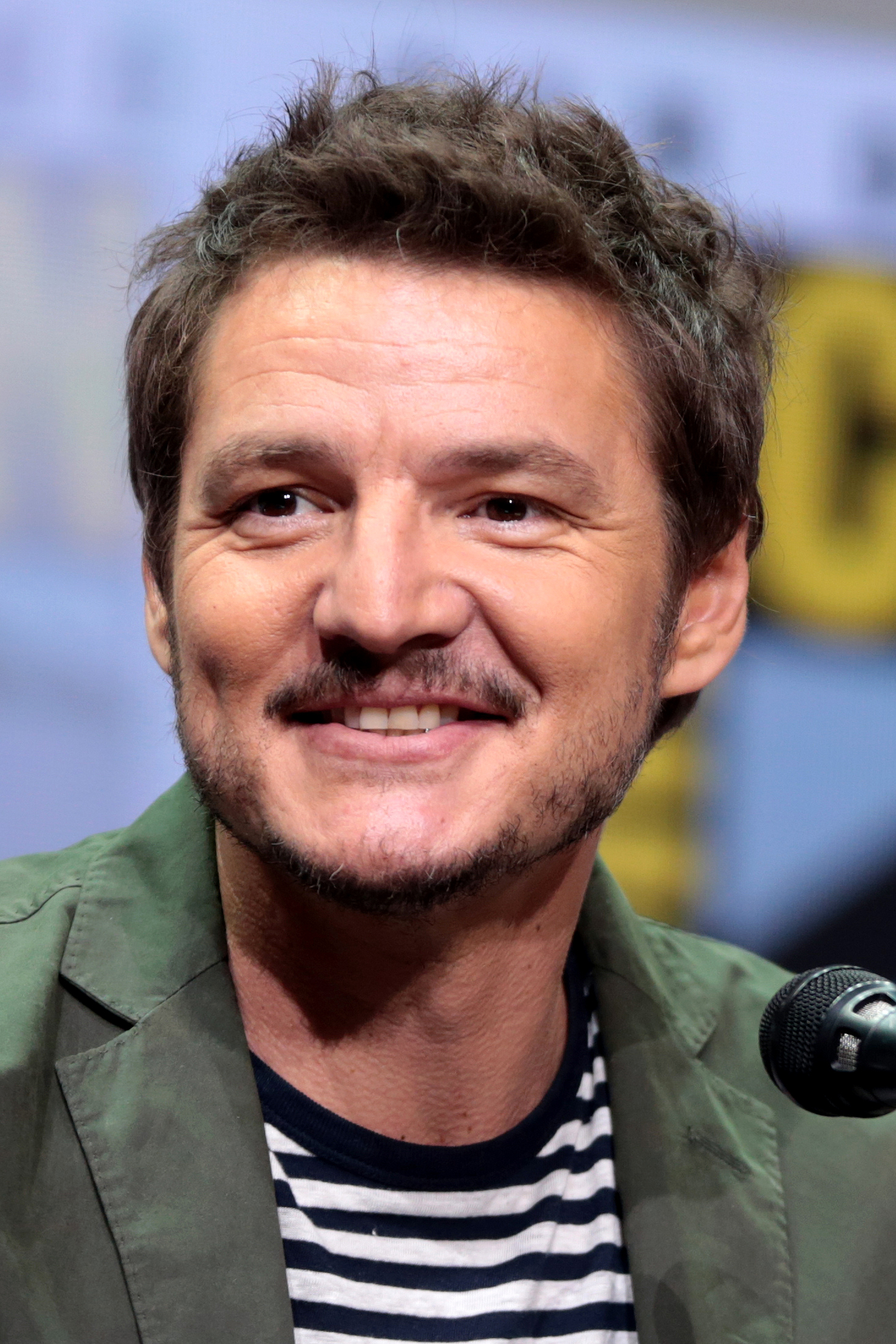
Pedro Pascal, aktuální držitel ocenění

Ceny Sdružení filmových a televizních herců za nejlepší mužský herecký výkon v seriálu (drama) každoročně uděluje Americký odborový svaz herců a televizních a rozhlasových umělců (SAG-AFTRA).

## Vítězové a nominovaní

### 1994–1999
| Rok       | Vítězové a nominovaní | Seriál                   | Role            |
| --------- | --------------------- | ------------------------ | --------------- |
| 1994 (1.) | Dennis Franz          | Policie New York         | Andy Sipowicz   |
| 1994 (1.) | Hector Elizondo       | Nemocnice Chicago Hope   | Phillip Watters |
| 1994 (1.) | Mandy Patinkin        | Nemocnice Chicago Hope   | Jeffrey Geiger  |
| 1994 (1.) | Tom Skerritt          | Picket Fences            | Jimmy Brock     |
| 1994 (1.) | Patrick Stewart       | Star Trek: Nová generace | Jean-Luc Picard |
| 1995 (2.) | Anthony Edwards       | Pohotovost               | Mark Greene     |
| 1995 (2.) | George Clooney        | Pohotovost               | Doug Ross       |
| 1995 (2.) | David Duchovny        | Akta X                   | Fox Mulder      |
| 1995 (2.) | Dennis Franz          | Policie New York         | Andy Sipowicz   |
| 1995 (2.) | Jimmy Smits           | Policie New York         | Bobby Simone    |
| 1996 (3.) | Dennis Franz          | Policie New York         | Andy Sipowicz   |
| 1996 (3.) | George Clooney        | Pohotovost               | Doug Ross       |
| 1996 (3.) | David Duchovny        | Akta X                   | Fox Mulder      |
| 1996 (3.) | Anthony Edwards       | Pohotovost               | Mark Greene     |
| 1996 (3.) | Jimmy Smits           | Policie New York         | Bobby Simone    |
| 1997 (4.) | Anthony Edwards       | Pohotovost               | Mark Greene     |
| 1997 (4.) | David Duchovny        | Akta X                   | Fox Mulder      |
| 1997 (4.) | Dennis Franz          | Policie New York         | Andy Sipowicz   |
| 1997 (4.) | Jimmy Smits           | Policie New York         | Bobby Simone    |
| 1997 (4.) | Sam Waterston         | Zákon a pořádek          | Jack McCoy      |
| 1998 (5.) | Sam Waterston         | Zákon a pořádek          | Jack McCoy      |
| 1998 (5.) | David Duchovny        | Akta X                   | Fox Mulder      |
| 1998 (5.) | Anthony Edwards       | Pohotovost               | Mark Greene     |
| 1998 (5.) | Dennis Franz          | Policie New York         | Andy Sipowicz   |
| 1998 (5.) | Jimmy Smits           | Policie New York         | Bobby Simone    |
| 1999 (6.) | James Gandolfini      | Rodina Sopránů           | Tony Soprano    |
| 1999 (6.) | David Duchovny        | Akta X                   | Fox Mulder      |
| 1999 (6.) | Dennis Franz          | Policie New York         | Andy Sipowicz   |
| 1999 (6.) | Rick Schroder         | Policie New York         | Danny Sorenson  |
| 1999 (6.) | Martin Sheen          | Západní křídlo           | Josiah Bartlet  |

### 2000–2009
| Rok        | Vítězové a nominovaní | Seriál                        | Role            |
| ---------- | --------------------- | ----------------------------- | --------------- |
| 2000 (7.)  | Martin Sheen          | Západní křídlo                | Josiah Bartlet  |
| 2000 (7.)  | Tim Daly              | Uprchlík                      | Richard Kimble  |
| 2000 (7.)  | Anthony Edwards       | Pohotovost                    | Mark Greene     |
| 2000 (7.)  | Dennis Franz          | Policie New York              | Andy Sipowicz   |
| 2000 (7.)  | James Gandolfini      | Rodina Sopránů                | Tony Soprano    |
| 2001 (8.)  | Martin Sheen          | Západní křídlo                | Josiah Bartlet  |
| 2001 (8.)  | Richard Dreyfuss      | The Education of Max Bickford | Max Bickford    |
| 2001 (8.)  | Dennis Franz          | Policie New York              | Andy Sipowicz   |
| 2001 (8.)  | James Gandolfini      | Rodina Sopránů                | Tony Soprano    |
| 2001 (8.)  | Peter Krause          | Odpočívej v pokoji            | Nate Fisher     |
| 2002 (9.)  | James Gandolfini      | Rodina Sopránů                | Tony Soprano    |
| 2002 (9.)  | Michael Chiklis       | Policejní odznak              | Vic Mackey      |
| 2002 (9.)  | Martin Sheen          | Západní křídlo                | Josiah Bartlet  |
| 2002 (9.)  | Kiefer Sutherland     | 24 hodin                      | Jack Bauer      |
| 2002 (9.)  | Treat Williams        | Everwood                      | Andy Brown      |
| 2003 (10.) | Kiefer Sutherland     | 24 hodin                      | Jack Bauer      |
| 2003 (10.) | Peter Krause          | Odpočívej v pokoji            | Nate Fisher     |
| 2003 (10.) | Anthony LaPaglia      | Beze stopy                    | Jack Malone     |
| 2003 (10.) | Martin Sheen          | Západní křídlo                | Josiah Bartlet  |
| 2003 (10.) | Treat Williams        | Everwood                      | Andy Brown      |
| 2004 (11.) | Jerry Orbach          | Zákon a pořádek               | Lennie Briscoe  |
| 2004 (11.) | Hank Azaria           | Huff                          | Craig Huffstodt |
| 2004 (11.) | James Gandolfini      | Rodina Sopránů                | Tony Soprano    |
| 2004 (11.) | Anthony LaPaglia      | Beze stopy                    | Jack Malone     |
| 2004 (11.) | Kiefer Sutherland     | 24 hodin                      | Jack Bauer      |
| 2005 (12.) | Kiefer Sutherland     | 24 hodin                      | Jack Bauer      |
| 2005 (12.) | Alan Alda             | Západní křídlo                | Arnold Vinick   |
| 2005 (12.) | Patrick Dempsey       | Chirurgové                    | Derek Shepherd  |
| 2005 (12.) | Hugh Laurie           | Dr. House                     | Gregory House   |
| 2005 (12.) | Ian McShane           | Deadwood                      | Al Swearengen   |
| 2006 (13.) | Hugh Laurie           | Dr. House                     | Gregory House   |
| 2006 (13.) | James Gandolfini      | Rodina Sopránů                | Tony Soprano    |
| 2006 (13.) | Michael C. Hall       | Dexter                        | Dexter Morgan   |
| 2006 (13.) | James Spader          | Kauzy z Bostonu               | Alan Shore      |
| 2006 (13.) | Kiefer Sutherland     | 24 hodin                      | Jack Bauer      |
| 2007 (14.) | James Gandolfini      | Rodina Sopránů                | Tony Soprano    |
| 2007 (14.) | Michael C. Hall       | Dexter                        | Dexter Morgan   |
| 2007 (14.) | Jon Hamm              | Šílenci z Manhattanu          | Don Draper      |
| 2007 (14.) | Hugh Laurie           | Dr. House                     | Gregory House   |
| 2007 (14.) | James Spader          | Kauzy z Bostonu               | Alan Shore      |
| 2008 (15.) | Hugh Laurie           | Dr. House                     | Gregory House   |
| 2008 (15.) | Michael C. Hall       | Dexter                        | Dexter Morgan   |
| 2008 (15.) | Jon Hamm              | Šílenci z Manhattanu          | Don Draper      |
| 2008 (15.) | William Shatner       | Kauzy z Bostonu               | Denny Crane     |
| 2008 (15.) | James Spader          | Kauzy z Bostonu               | Alan Shore      |
| 2009 (16.) | Michael C. Hall       | Dexter                        | Dexter Morgan   |
| 2009 (16.) | Simon Baker           | Mentalista                    | Patrick Jane    |
| 2009 (16.) | Bryan Cranston        | Perníkový táta                | Walter White    |
| 2009 (16.) | Jon Hamm              | Šílenci z Manhattanu          | Don Draper      |
| 2009 (16.) | Hugh Laurie           | Dr. House                     | Gregory House   |

### 2010–2019
| Rok        | Vítězové a nominovaní | Seriál                           | Role                      |
| ---------- | --------------------- | -------------------------------- | ------------------------- |
| 2010 (17.) | Steve Buscemi         | Impérium – Mafie v Atlantic City | Nucky Thompson            |
| 2010 (17.) | Bryan Cranston        | Perníkový táta                   | Walter White              |
| 2010 (17.) | Michael C. Hall       | Dexter                           | Dexter Morgan             |
| 2010 (17.) | Jon Hamm              | Šílenci z Manhattanu             | Don Draper                |
| 2010 (17.) | Hugh Laurie           | Dr. House                        | Gregory House             |
| 2011 (18.) | Steve Buscemi         | Impérium – Mafie v Atlantic City | Nucky Thompson            |
| 2011 (18.) | Patrick J. Adams      | Kravaťáci                        | Mike Ross                 |
| 2011 (18.) | Kyle Chandler         | Světla páteční noci              | Eric Taylor               |
| 2011 (18.) | Bryan Cranston        | Perníkový táta                   | Walter White              |
| 2011 (18.) | Michael C. Hall       | Dexter                           | Dexter Morgan             |
| 2012 (19.) | Bryan Cranston        | Perníkový táta                   | Walter White              |
| 2012 (19.) | Steve Buscemi         | Impérium – Mafie v Atlantic City | Nucky Thompson            |
| 2012 (19.) | Jeff Daniels          | Newsroom                         | Will McAvoy               |
| 2012 (19.) | Jon Hamm              | Šílenci z Manhattanu             | Don Draper                |
| 2012 (19.) | Damian Lewis          | Ve jménu vlasti                  | Nicholas Brody            |
| 2013 (20.) | Bryan Cranston        | Perníkový táta                   | Walter White              |
| 2013 (20.) | Steve Buscemi         | Impérium – Mafie v Atlantic City | Nucky Thompson            |
| 2013 (20.) | Jeff Daniels          | Newsroom                         | Will McAvoy               |
| 2013 (20.) | Peter Dinklage        | Hra o trůny                      | Tyrion Lannister          |
| 2013 (20.) | Kevin Spacey          | Dům z karet                      | Francis Underwood         |
| 2014 (21.) | Kevin Spacey          | Dům z karet                      | Francis Underwood         |
| 2014 (21.) | Steve Buscemi         | Impérium – Mafie v Atlantic City | Nucky Thompson            |
| 2014 (21.) | Peter Dinklage        | Hra o trůny                      | Tyrion Lannister          |
| 2014 (21.) | Woody Harrelson       | Temný případ                     | Martin Hart               |
| 2014 (21.) | Matthew McConaughey   | Temný případ                     | Rust Cohle                |
| 2015 (22.) | Kevin Spacey          | Dům z karet                      | Francis Underwood         |
| 2015 (22.) | Peter Dinklage        | Hra o trůny                      | Tyrion Lannister          |
| 2015 (22.) | Jon Hamm              | Šílenci z Manhattanu             | Don Draper                |
| 2015 (22.) | Rami Malek            | Mr. Robot                        | Elliot Alderson           |
| 2015 (22.) | Bob Odenkirk          | Zavolejte Saulovi                | Jimmy McGill              |
| 2016 (23.) | John Lithgow          | Koruna                           | Winston Churchill         |
| 2016 (23.) | Peter Dinklage        | Hra o trůny                      | Tyrion Lannister          |
| 2016 (23.) | Sterling K. Brown     | Tohle jsme my                    | Randall Pearson           |
| 2016 (23.) | Rami Malek            | Mr. Robot                        | Elliot Alderson           |
| 2016 (23.) | Kevin Spacey          | Dům z karet                      | Francis Underwood         |
| 2017 (24.) | Sterling K. Brown     | Tohle jsme my                    | Randall Pearson           |
| 2017 (24.) | Jason Bateman         | Ozark                            | Martin „Marty“ Byrde      |
| 2017 (24.) | Bob Odenkirk          | Zavolejte Saulovi                | Jimmy McGill/Saul Goodman |
| 2017 (24.) | Peter Dinklage        | Hra o trůny                      | Tyrion Lannister          |
| 2017 (24.) | David Harbour         | Stranger Things                  | Jim Hopper                |
| 2018 (25.) | Jason Bateman         | Ozark                            | Martin „Marty“ Byrde      |
| 2018 (25.) | Sterling K. Brown     | Tohle jsme my                    | Randall Pearson           |
| 2018 (25.) | Bob Odenkirk          | Zavolejte Saulovi                | Jimmy McGill/Saul Goodman |
| 2018 (25.) | John Krasinski        | Jack Ryan                        | Jack Ryan                 |
| 2018 (25.) | Joseph Fiennes        | Příběh služebnice                | Fred Waterford            |
| 2019 (26.) | Peter Dinklage        | Hra o trůny                      | Tyrion Lannister          |
| 2019 (26.) | Sterling K. Brown     | Tohle jsme my                    | Randall Pearson           |
| 2019 (26.) | Steve Carell          | The Morning Show                 | Mitch Kessler             |
| 2019 (26.) | Billy Crudup          | The Morning Show                 | Corey Ellison             |
| 2019 (26.) | David Harbour         | Stranger Things                  | Jim Hopper                |

### 2020–2029
| Rok        | Vítězové a nominovaní | Seriál           | Role                 |
| ---------- | --------------------- | ---------------- | -------------------- |
| 2020 (27.) | Jason Bateman         | Ozark            | Martin „Marty“ Byrde |
| 2020 (27.) | Sterling K. Brown     | Tohle jsme my    | Randall Pearson      |
| 2020 (27.) | Josh O'Connor         | Koruna           | princ Charles        |
| 2020 (27.) | Bob Odenkirk          | Volejte Saulovi  | Saul Goodman         |
| 2020 (27.) | Regé-Jean Page        | Bridgertonovi    | Simon Basset         |
| 2021 (28.) | I Čong-dže            | Hra na oliheň    | Song Ki-hun          |
| 2021 (28.) | Brian Cox             | Boj o moc        | Logan Roy            |
| 2021 (28.) | Billy Crudup          | The Morning Show | Cory Ellison         |
| 2021 (28.) | Kieran Culkin         | Boj o moc        | Roman Roy            |
| 2021 (28.) | Jeremy Strong         | Boj o moc        | Kendall Roy          |
| 2022 (29.) | Jason Bateman         | Ozark            | Martin „Marty“ Byrde |
| 2022 (29.) | Jonathan Banks        | Volejte Saulovi  | Mike Ehrmantraut     |
| 2022 (29.) | Jeff Bridges          | Starej chlap     | Dan Chase            |
| 2022 (29.) | Bob Odenkirk          | Volejte Saulovi  | Saul Goodman         |
| 2022 (29.) | Adam Scott            | Odloučení        | Mark Scout           |
| 2023 (30.) | Pedro Pascal          | The Last of Us   | Joel                 |
| 2023 (30.) | Brian Cox             | Boj o moc        | Logan Roy            |
| 2023 (30.) | Billy Crudup          | The Morning Show | Cory Ellison         |
| 2023 (30.) | Kieran Culkin         | Boj o moc        | Roman Roy            |
| 2023 (30.) | Matthew Macfadyen     | Boj o moc        | Tom Wambsgans        |
| 2024 (31.) | Hirojuki Sanada       | Šógun            | lord Toranaga Jošii  |
| 2024 (31.) | Tadanobu Asano        | Šógun            | Jabušige Kašiki      |
| 2024 (31.) | Jeff Bridges          | Starej chlap     | Dan Chase            |
| 2024 (31.) | Gary Oldman           | Slow Horses      | Jackson Lamb         |
| 2024 (31.) | Eddie Redmayne        | Den šakala       | Šakal                |

## Herci s více vítězstvími
| 3 vítězství - James Gandolfini - Jason Bateman | 2 vítězství - Steve Buscemi - Bryan Cranston - Anthony Edwards - Dennis Franz - Hugh Laurie - Martin Sheen - Kevin Spacey - Kiefer Sutherland |